# روبين فارغاس أوجارت
روبين فارغاس أوجارت (بالإسبانية: Rubén Vargas Ugarte)‏ هو مؤرخ بيروفي ومكسيكي، ولد في 22 أكتوبر 1886 في ليما في بيرو، وتوفي بنفس المكان في 14 فبراير 1975.